# Питър Орловски
Питър Антън Орловски (на английски: Peter Anton Orlovsky) е американски поет и актьор. Той е дългогодишният партньор на писателя Алън Гинсбърг.

## Ранен живот и краиера
Орловски се ражда в Долен Ийст Сайд в Ню Йорк Сити, син на Катрин (род. Швартен) и Олег Орловски – руски имигрант. Отгледан е в бедност и е принуден да напусне гимназия през последната си година, за да издържа обеднялото си семейство.
През 1953 г. деветнадесетгодишният Орловски се присъединява към Армията на Съединените щати и участва в Корейската война. Психиатрите на армията разпореждат прехвърлянето му от фронта, за да работи като лекар в болница в Сан Франциско. По-късно влиза в Колумбийския университет.
През декември 1954 г. се запознава с Алън Гинсбърг, докато работи като модел за художник Робърт Ла Вин в Сан Франциско. Преди запознанството си с Гинсбърг, Орловски няма никакъв опит с поезията.
С окуражението на Гинсбърг Орловски започва да пише през 1957 г., докато двамата живеят в Париж. Заедно с други писатели, Орловски пътува широко в продължение на няколко години в Близкия изток, Северна Африка, Индия и Европа. Орловски е любовникът на Гинсбърг в открита връзка до смъртта на Гинсбърг през 1997 г.

## Смърт
През май 2010 г. приятели съобщават, че Орловски, който страда от рак на белите дробове в продължение на няколко месеца, е преместен от дома си в Сейнт Джонсбъри във Върмонтската къща за отдих в Уистин. Той умира там на 30 май 2010 г. от усложнения на болестта. Погребан е до една трета от пепелта на Гинсберг в планинския център Шамбала в Ред Федър Лейкс, Колорадо. Неговият епитафт гласи: „Train will tug my grave, my breathe hueing gentil vapor between weel & track“.

## Поезия
- Dear Allen, Ship will land Jan 23, 58 (1971)
- Lepers Cry (1972)
- Clean Asshole Poems & Smiling Vegetable Songs (1978) (препечатана 1992)
- Straight Hearts' Delight: Love Poems and Selected Letters (с Алън Гинсбърг) (1980)
- Dick Tracy's Gelber Hut und andere Gedichte (превод на немски) (1984)

## Филмография
- Pull My Daisy (1959)
- Chappaqua (1966)
- Me and My Brother (1969)
- C'est Vrai! (One Hour) (1990)